# Meximieux
Meximieux – miejscowość i gmina we Francji, w regionie Owernia-Rodan-Alpy, w departamencie Ain.

## Demografia
Według danych na styczeń 2012 roku gminę zamieszkiwało 7516 osób, a gęstość zaludnienia wynosiła 546,6 osób/km².